# Telectu

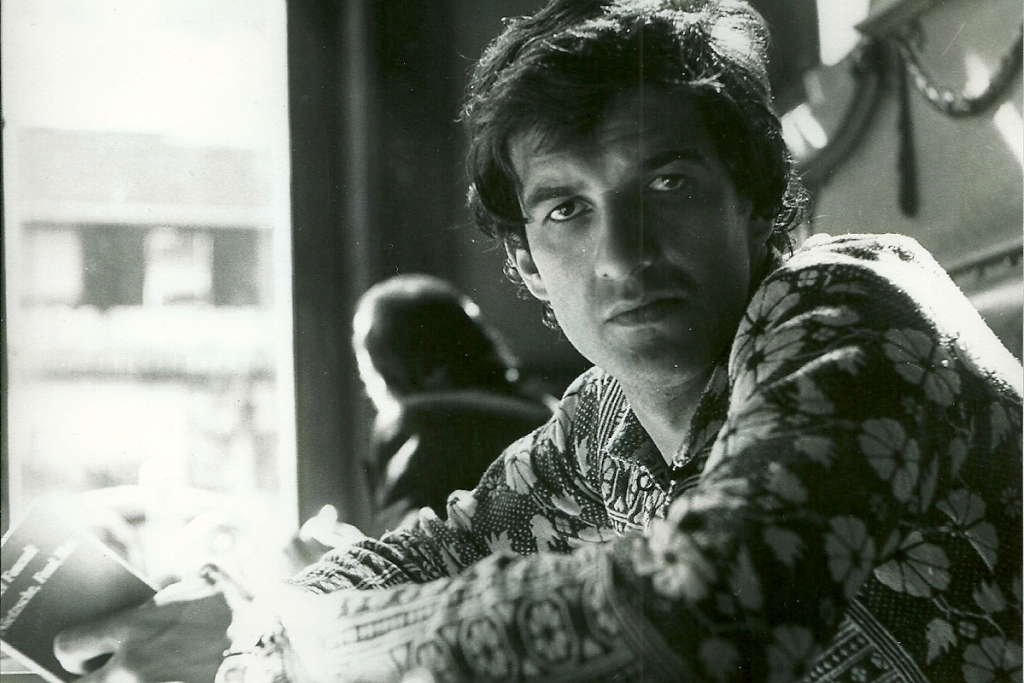
Jorge Lima Barreto im Café Majestic in Porto (1970er Jahre)

Telectu war ein portugiesisches Projekt Neuer Improvisationsmusik und des Free Jazz.

## Geschichte
Nachdem sich Vítor Rua und Jorge Lima Barreto 1982 auf der III. Biennale von Vila Nova de Cerveira kennenlernten, gründeten sie im gleichen Jahr in Porto ihr gemeinsames Projekt. Kurz später stieg Rua aus seiner Rockband GNR aus und widmete sich fortan verstärkt der Improvisationsmusik.
Die Gruppe nahm in der Folge eine Reihe Alben auf, beteiligte sich an anderen Projekten, und trat auch live auf.
Mit dem Tod Jorge Lima Barretos am 9. Juni 2011 starb auch das Projekt Telectu.

## Diskografie (Auswahl)
- 1982: Ctu Telectu (LP, Valentim De Carvalho/EMI)
- 1983: Belzebu (LP, Ediçao Cliché)
- 1984: Off Off (2xLP, 3 Macacos)
- 1984: Performance IV Bienal De Cerveira (LP, 3 Macacos)
- 1985: Telefone – Live Moscow (LP, Telectu)
- 1985: Fundação (LP, 3 Macacos)
- 1986: Halley (LP, CNC/Altamira)
- 1987: Rosa-Cruz (LP, vermutlich auf 3 Macacos)
- 1988: Camerata Elettronica (2xLP, Ama Romanta)
- 1988: Mimesis (LP, Schiu!/Transmédia)
- 1990: Digital Buiça (LP, Tragic Figures)
- 1990: Encounters II / Labirintho 7.8 (LP, Mundo Da Cancão)
- 1990: Live At The Knitting Factory New York City (LP, Mundo Da Cancão)
- 1992: Evil Metal (mit Elliott Sharp; CD, Área Total)
- 1993: Belzebu/Off Off (CD, Ananana)
- 1993: Theremin Tao (CD, SPH)
- 1994: Biombos (CD, China Record Corporation)
- 1995: Jazz Off Multimedia (CD, Ananana)
- 1995: Telectu-Cutler-Berrocal (mit Chris Cutler und Jac Berrocal; CD, Fábrica De Sons)
- 1997: À Lagardère (mit Jac Berrocal; CD, Numérica)
- 1998: Prélude, Rhapsodie & Coda (CD, Nova Musica)
- 2002: Quartetos (3xCD, Clean Feed)